# 筆跡
筆跡，亦叫字跡，是一個人的寫字風格，每個人的筆跡多少都會有些差異，即使是外貌和基因都相同的雙胞胎字跡都不同，所以很多時候人們都可以憑筆跡去辨認某些字是誰寫的。